# Belcher (Luizjana)
Belcher – wieś w Stanach Zjednoczonych, w stanie Luizjana, w parafii Caddo.